# Puffinure plongeur
Pelecanoides urinatrix
Espèce
Statut de conservation UICN

 LC  : Préoccupation mineure
Le Puffinure plongeur (Pelecanoides urinatrix) ou pétrel plongeur commun est une espèce d'oiseaux de la famille des Pelecanoididae, répandu majoritairement à travers les îles subantarctiques.

## Répartition et sous-espèces

aire de répartition

- P. u. dacunhae Nicoll, 1906 — archipel Tristan da Cunha ;
- P. u. berard (Gaimard, 1823) — îles Malouines ;
- P. u. urinatrix (Gmelin, 1789) — îlots du sud-est de l'Australie, nord-est de la Nouvelle-Zélande, détroits de Foveaux et de Cook ;
- P. u. chathamensis Murphy & Harper, 1916 — îles Solander, Snares et Chatham ;
- P. u. excul Salvin, 1896 — Géorgie du Sud, îles du Prince-Édouard, archipel Crozet, îles Kerguelen, Heard-et-MacDonald, île Macquarie, îles Campbell et Antipodes ;
- P. u. coppingeri Mathews, 1912 — sud du Chili.

## Écologie

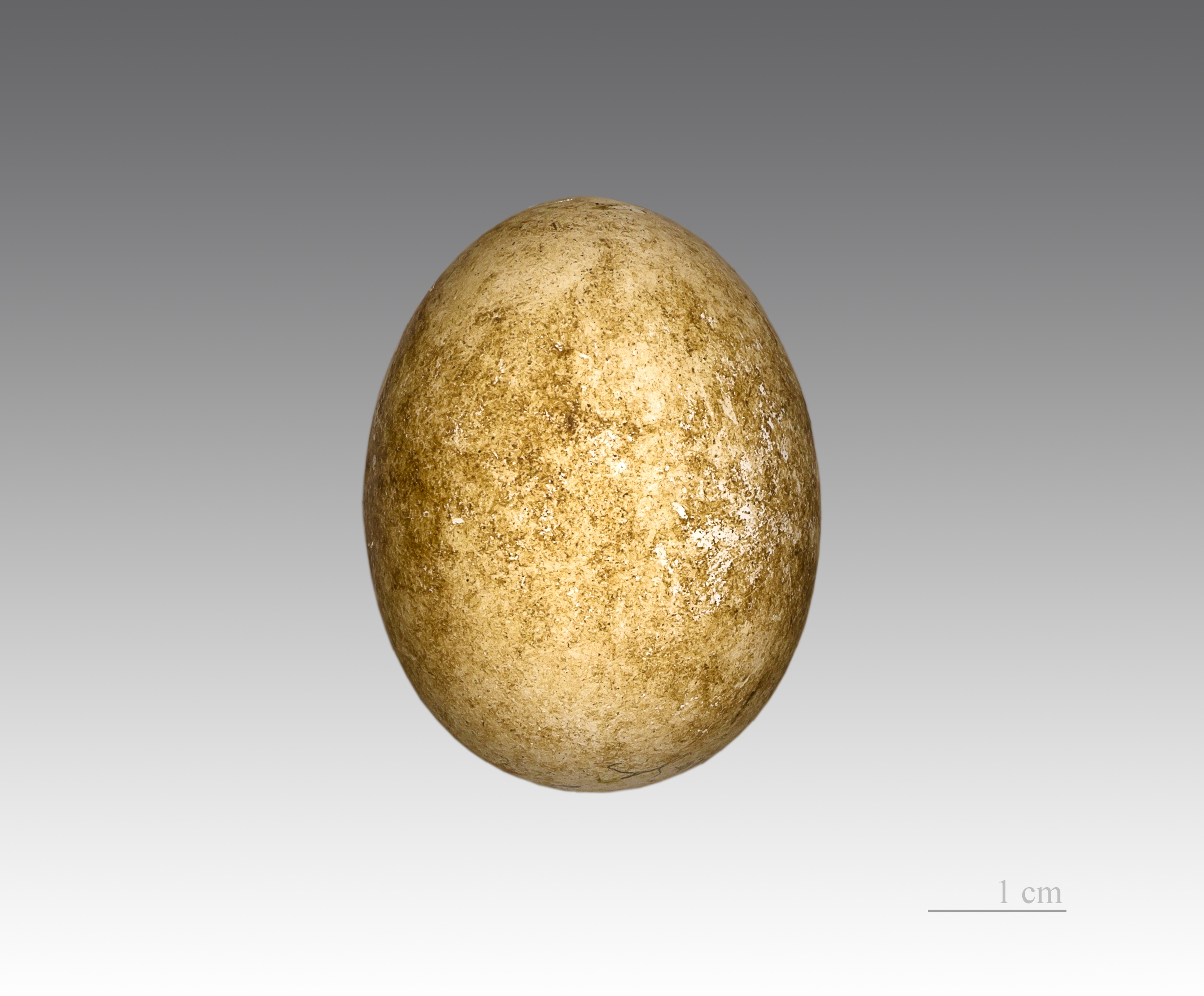
Pelecanoides urinatrix - Muséum de Toulouse

Le puffinure plongeur se nourrit principalement de crustacés et de copépodes.